# 菊花賞

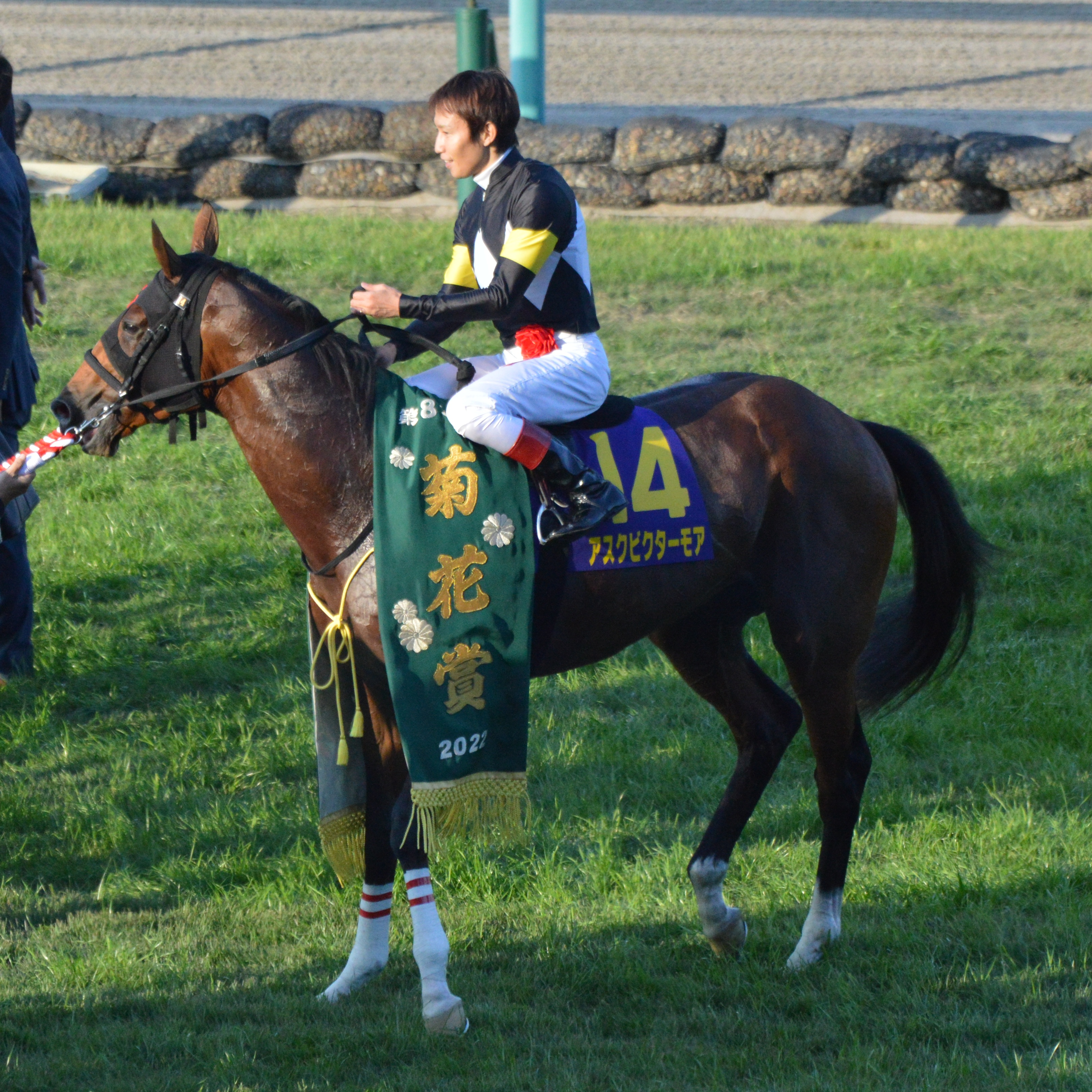
菊花賞の優勝レイ（第83回アスクビクターモア）

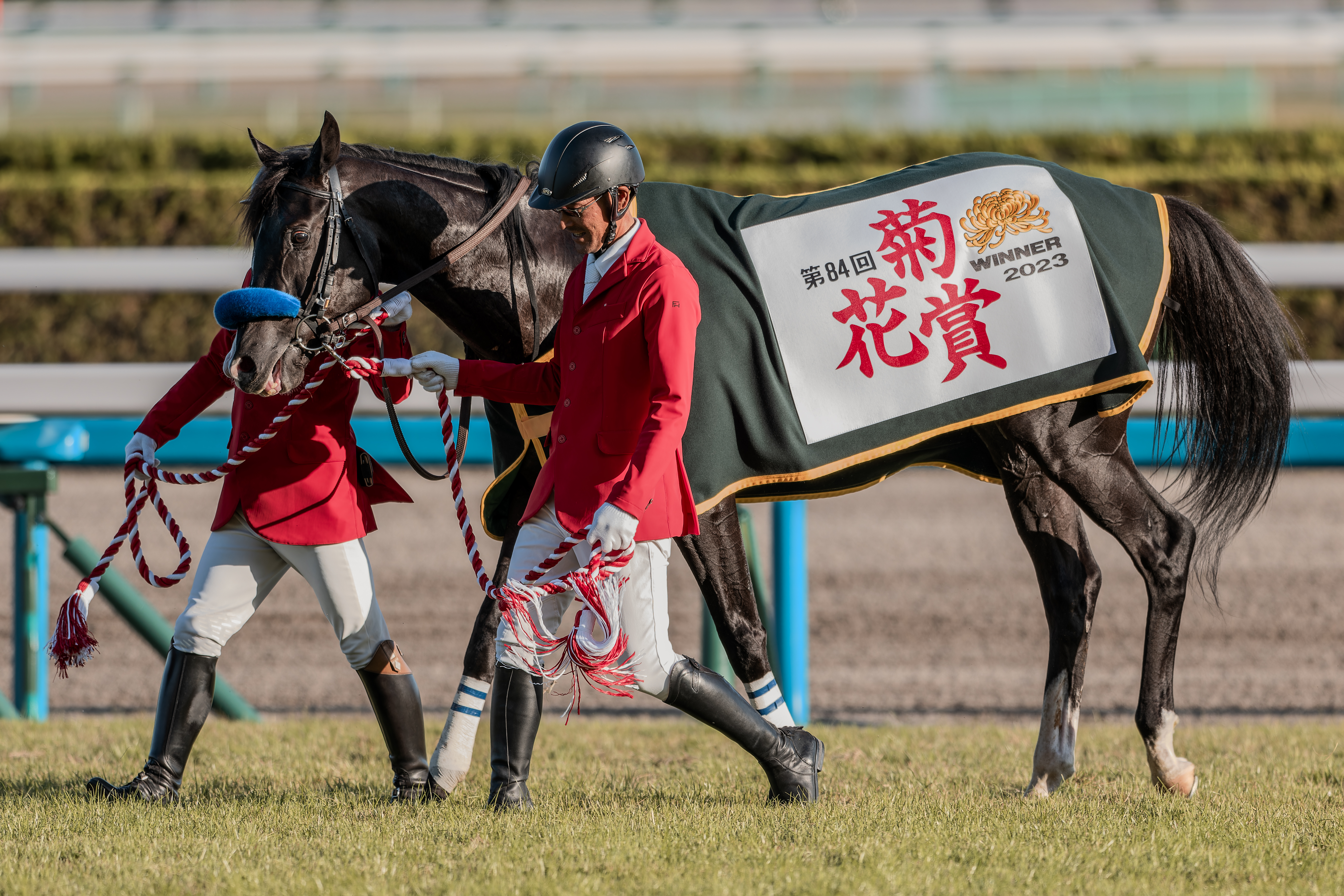
菊花賞の馬着（第84回ドゥレッツァ）

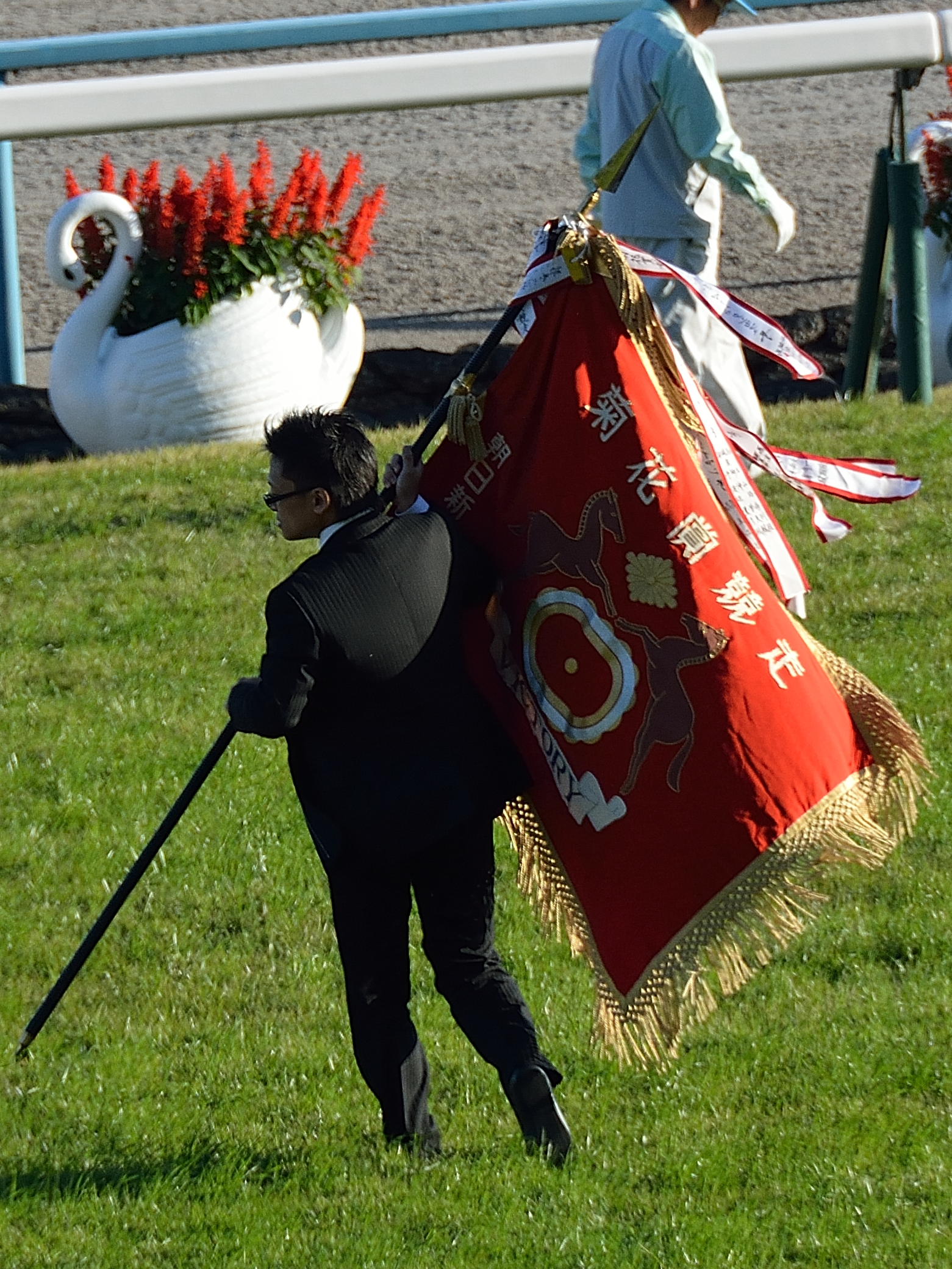
菊花賞の優勝旗（第76回）

菊花賞 （きくかしょう、きっかしょう）は、日本中央競馬会（JRA）が京都競馬場で施行する中央競馬の重賞競走（GI）である。
競走名の「菊花」は菊の花の意味。正賞は内閣総理大臣賞、朝日新聞社賞、日本馬主協会連合会会長賞。

## 概要
イギリスの「セントレジャー」を範にとり、1938年に「京都農林省賞典四歳呼馬」の名称で創設された4歳 (現3歳)馬による重賞競走で、1948年より現名称となった。前後して創設された横濱農林省賞典四歳呼馬 (現:皐月賞)や東京優駿 (日本ダービー)とともに、日本のクラシック三冠競走を確立した。旧八大競走にも含まれている。
クラシック三冠競走の最終戦として行われ、皐月賞は「最も速い馬が勝つ」、東京優駿 (日本ダービー)は「最も運のある馬が勝つ」と呼ばれるのに対し、本競走はスピードとスタミナを兼ね備え、2度の坂越えと3000mの長丁場を克服することが求められることから「最も強い馬が勝つ」と称されている。最もスタミナのある優秀な繁殖馬を選定する観点から出走資格は「3歳牡馬・牝馬」とされ、せん馬 (去勢馬)は出走できない。
施行場は阪神競馬場で行われた1979年・2021 - 2022年を除き、すべて京都競馬場で行われている。距離の3000mも第1回から変更されていない。
地方競馬所属馬は1995年より、外国産馬は2001年よりそれぞれ出走可能になったほか、2010年からは外国馬も出走可能な国際競走となった。

### 競走条件
以下の内容は、2024年現在のもの。
出走資格:サラ系3歳牡馬・牝馬 (出走可能頭数:最大18頭)
- JRA所属馬 (外国産馬含む、未勝利馬・未出走馬は除く)
- 地方競馬所属馬 (後述)
- 外国調教馬 (優先出走)

負担重量:馬齢 (牡57kg、牝55kg)
- 第1回・第2回は牡馬55kg、牝馬53kg。第3回 - 第6回は牡馬57kg、牝馬55.5kg[9]。

出馬投票を行った馬のうち優先出走権 (後述)のある馬から優先して割り当て、その他の馬は収得賞金の総計が多い順に出走できる (残る1枠が複数の同収得金額馬だった場合は抽選で出走馬が決まる)。

### 優先出走権
出馬投票を行った外国調教馬は、優先出走できる。
JRA所属馬は、下表のトライアル競走で3着以内に入った馬に優先出走権が与えられる。
| 競走名           | 格  | 競馬場     | 距離    |
| ---------------- | --- | ---------- | ------- |
| セントライト記念 | GII | 中山競馬場 | 芝2200m |
| 神戸新聞杯       | GII | 阪神競馬場 | 芝2400m |

地方競馬所属馬は上記のトライアル競走で3着以内に入った馬のほか、桜花賞・皐月賞・優駿牝馬 (オークス)・東京優駿 (日本ダービー)で1着となった馬に優先出走が認められている。また、桜花賞・皐月賞・優駿牝馬 (オークス)・東京優駿 (日本ダービー)で2着となった地方競馬所属馬、およびNHKマイルカップで2着以内に入着した地方競馬所属馬にも出走資格が与えられる。

### 賞金
2024年の1着賞金は2億円で、以下2着8000万円、3着5000万円、4着3000万円、5着2000万円。

## 歴史

### 年表
- 1938年 - 4歳牡馬・牝馬による競走「京都農林省賞典四歳呼馬」として創設[7]。京都競馬場・芝3000mで施行。
- 1943年 - 名称を「京都農商省賞典四歳呼馬」に変更[7]。
- 1944年 - 能力検定競走「長距離特殊競走」として施行したが、全馬がコースを間違えたためレース不成立[7][12]。
- 1945年 - 施行せず[7]。
- 1946年 - 名称を「農林省賞典四歳馬」に変更[7]。
- 1948年 - 名称を「菊花賞」に変更[7]。
- 1984年 - グレード制導入に伴いGI[注 3]に格付け。
- 1995年 - 指定交流競走となり、地方競馬所属馬が出走可能になる[9]。
- 2001年
  - 馬齢表記を国際基準へ変更したことに伴い、出走条件を「3歳牡馬・牝馬」に変更。
  - 混合競走に指定され、外国産馬が2頭まで出走可能となる。
- 2003年 ‐ 負担重量を馬齢表記に変更。
- 2004年 - 「日本中央競馬会創立50周年記念」の副称をつけて施行[13]。
- 2007年 - 日本のパートI国昇格に伴い、格付表記をJpnIに変更[14]。
- 2010年
  - 国際競走に指定され、外国調教馬・外国産馬が合わせて最大9頭まで出走可能となる[15]。
  - 格付表記をGI (国際格付)に変更[7]。
- 2013年 - 外国馬の出走枠を外国産馬と分離し、外国調教馬が最大9頭まで出走可能になる[16]。
- 2014年 - 「JRA60周年記念」の副称をつけて施行[17]。
- 2021年 - 京都競馬場の整備工事に伴い、阪神競馬場で施行[18]（2022年も同様[19]）。阪神競馬場芝内回り3000mの出走可能頭数は18頭に変更した[20][10]。

## 歴代優勝馬
コース種別の記載がない距離は、芝コースを表す。
距離は全て3000mで施行。
優勝馬の馬齢は、2000年以前も現行表記にそろえている。
競走名は第5回まで「京都農林省賞典四歳呼馬」、第6回は「京都農商省賞典四歳呼馬」、第7回・第8回は「農林省賞典四歳馬」、第9回以降は「菊花賞」。
| 回数   | 施行日         | 競馬場 | 優勝馬             | 性齢 | タイム   | 優勝騎手   | 管理調教師 | 馬主                           | 単勝オッズ | 単勝人気 | 1着本賞金   |
| ------ | -------------- | ------ | ------------------ | ---- | -------- | ---------- | ---------- | ------------------------------ | ---------- | -------- | ----------- |
| 第1回  | 1938年12月11日 | 京都   | テツモン           | 牡3  | 3:16 0/5 | 伊藤正四郎 | 尾形景造   | 松山陸郎                       |            | 2        |             |
| 第2回  | 1939年10月29日 | 京都   | マルタケ           | 牡3  | 3:22 0/5 | 清水茂次   | 清水茂次   | 榎壽逸                         | 1          |          |             |
| 第3回  | 1940年11月3日  | 京都   | テツザクラ         | 牡3  | 3:17 3/5 | 伊藤勝吉   | 伊藤勝吉   | 三宅孝之介                     | 1          |          |             |
| 第4回  | 1941年10月26日 | 京都   | セントライト       | 牡3  | 3:22 3/5 | 小西喜蔵   | 田中和一郎 | 加藤雄策                       | 1          |          |             |
| 第5回  | 1942年11月8日  | 京都   | ハヤタケ           | 牡3  | 3:16 3/5 | 佐藤勇     | 岩井健吉   | 伊藤祐之                       | 2          |          |             |
| 第6回  | 1943年11月14日 | 京都   | クリフジ           | 牝3  | 3:19 3/5 | 前田長吉   | 尾形景造   | 栗林友二                       | [ 注 4 ]   | 1        |             |
| 第7回  | 1946年12月1日  | 京都   | アヅマライ         | 牡3  | 3:26 4/5 | 武田文吾   | 高橋直三   | 熊谷新太郎                     |            | 5        |             |
| 第8回  | 1947年10月19日 | 京都   | ブラウニー         | 牝3  | 3:16 0/5 | 土門健司   | 武輔彦     | 仙石襄                         | 1          |          |             |
| 第9回  | 1948年11月23日 | 京都   | ニユーフオード     | 牡3  | 3:13 3/5 | 武田文吾   | 小川佐助   | 吉木三郎                       | 1          |          |             |
| 第10回 | 1949年11月3日  | 京都   | トサミドリ         | 牡3  | 3:14 3/5 | 浅野武志   | 望月与一郎 | 斎藤健二郎                     | 1          |          |             |
| 第11回 | 1950年10月29日 | 京都   | ハイレコード       | 牡3  | 3:09 1/5 | 浅見国一   | 武田文吾   | 山田常太郎                     | 5          |          |             |
| 第12回 | 1951年11月3日  | 京都   | トラツクオー       | 牡3  | 3:11 1/5 | 小林稔     | 久保田金造 | 岩本政一                       | 5          |          |             |
| 第13回 | 1952年11月23日 | 京都   | セントオー         | 牡3  | 3:10 1/5 | 梅内慶蔵   | 新堂捨蔵   | 三木福一                       | 1          |          |             |
| 第14回 | 1953年11月23日 | 京都   | ハクリヨウ         | 牡3  | 3:09 1/5 | 保田隆芳   | 尾形藤吉   | 西博                           | 2          |          |             |
| 第15回 | 1954年11月23日 | 京都   | ダイナナホウシユウ | 牡3  | 3:09 1/5 | 上田三千夫 | 上田武司   | 上田清次郎                     | 2          |          |             |
| 第16回 | 1955年11月23日 | 京都   | メイヂヒカリ       | 牡3  | 3:09 1/5 | 蛯名武五郎 | 藤本冨良   | 新田新作                       | 2.2        | 2        |             |
| 第17回 | 1956年11月18日 | 京都   | キタノオー         | 牡3  | 3:09 3/5 | 勝尾竹男   | 久保田金造 | 田中留治                       | 2.7        | 1        | 150万円     |
| 第18回 | 1957年11月17日 | 京都   | ラプソデー         | 牡3  | 3:16 0/5 | 矢倉義勇   | 小西喜蔵   | 椎野浅五郎                     | 11.9       | 3        | 150万円     |
| 第19回 | 1958年11月16日 | 京都   | コマヒカリ         | 牡3  | 3:10 0/5 | 浅見国一   | 橋本輝雄   | 鈴木一平                       | 30.7       | 4        | 150万円     |
| 第20回 | 1959年11月15日 | 京都   | ハククラマ         | 牡3  | 3:07.7   | 保田隆芳   | 尾形藤吉   | 西博                           | 2.8        | 1        | 200万円     |
| 第21回 | 1960年11月13日 | 京都   | キタノオーザ       | 牡3  | 3:15.1   | 伊藤竹男   | 久保田金造 | 田中清司                       | 17.5       | 5        | 300万円     |
| 第22回 | 1961年11月19日 | 京都   | アズマテンラン     | 牡3  | 3:15.4   | 野平好男   | 二本柳俊夫 | 堀平四郎                       | 6.5        | 3        | 500万円     |
| 第23回 | 1962年11月25日 | 京都   | ヒロキミ           | 牡3  | 3:10.7   | 高松三太   | 二本柳俊夫 | 相馬恵胤                       | 35.8       | 13       | 600万円     |
| 第24回 | 1963年11月17日 | 京都   | グレートヨルカ     | 牡3  | 3:09.5   | 保田隆芳   | 尾形藤吉   | 小野晃                         | 26.9       | 3        | 600万円     |
| 第25回 | 1964年11月15日 | 京都   | シンザン           | 牡3  | 3:13.8   | 栗田勝     | 武田文吾   | 橋元幸吉                       | 3.2        | 2        | 700万円     |
| 第26回 | 1965年11月14日 | 京都   | ダイコーター       | 牡3  | 3:13.4   | 栗田勝     | 上田武司   | 上田清次郎                     | 2.5        | 1        | 800万円     |
| 第27回 | 1966年11月13日 | 京都   | ナスノコトブキ     | 牡3  | 3:08.5   | 森安弘明   | 稲葉秀男   | 那須野牧場                     | 4.4        | 1        | 900万円     |
| 第28回 | 1967年11月12日 | 京都   | ニツトエイト       | 牡3  | 3:14.5   | 伊藤竹男   | 矢倉玉男   | 太田和芳郎                     | 32.5       | 9        | 1200万円    |
| 第29回 | 1968年11月17日 | 京都   | アサカオー         | 牡3  | 3:09.0   | 加賀武見   | 中村広     | 浅香源二                       | 6.0        | 2        | 1500万円    |
| 第30回 | 1969年11月16日 | 京都   | アカネテンリュウ   | 牡3  | 3:15.3   | 丸目敏栄   | 橋本輝雄   | 関野栄一                       | 5.7        | 1        | 1700万円    |
| 第31回 | 1970年11月15日 | 京都   | ダテテンリュウ     | 牡3  | 3:10.4   | 宇田明彦   | 星川泉士   | 浅野千恵子                     | 6.2        | 2        | 2000万円    |
| 第32回 | 1971年11月14日 | 京都   | ニホンピロムーテー | 牡3  | 3:13.6   | 福永洋一   | 服部正利   | 小林保                         | 5.3        | 1        | 2400万円    |
| 第33回 | 1972年11月12日 | 京都   | イシノヒカル       | 牡3  | 3:11.6   | 増沢末夫   | 浅野武志   | 石嶋清仁                       | 12.7       | 4        | 3000万円    |
| 第34回 | 1973年11月11日 | 京都   | タケホープ         | 牡3  | 3:14.2   | 武邦彦     | 稲葉幸夫   | 近藤たけ                       | 12.1       | 6        | 3300万円    |
| 第35回 | 1974年11月10日 | 京都   | キタノカチドキ     | 牡3  | 3:11.9   | 武邦彦     | 服部正利   | 初田豊                         | 1.6        | 1        | 3800万円    |
| 第36回 | 1975年11月9日  | 京都   | コクサイプリンス   | 牡3  | 3:11.1   | 中島啓之   | 稗田敏男   | 芦部煕仁                       | 13.1       | 4        | 4100万円    |
| 第37回 | 1976年11月14日 | 京都   | グリーングラス     | 牡3  | 3:09.9   | 安田富男   | 中野隆良   | 半沢吉四郎                     | 71.1       | 12       | 4500万円    |
| 第38回 | 1977年11月13日 | 京都   | プレストウコウ     | 牡3  | 3:07.6   | 郷原洋行   | 加藤朝治郎 | 渡辺喜八郎                     | 7.2        | 3        | 4700万円    |
| 第39回 | 1978年11月12日 | 京都   | インターグシケン   | 牡3  | 3:06.2   | 武邦彦     | 日迫良一   | 松岡正雄                       | 13.8       | 3        | 4800万円    |
| 第40回 | 1979年11月11日 | 阪神   | ハシハーミット     | 牡3  | 3:07.5   | 河内洋     | 内藤繁春   | （株）シンザンクラブ           | 17.1       | 5        | 4800万円    |
| 第41回 | 1980年11月9日  | 京都   | ノースガスト       | 牡3  | 3:06.1   | 田島良保   | 二分久男   | 鈴木忠男                       | 14.1       | 5        | 5300万円    |
| 第42回 | 1981年11月8日  | 京都   | ミナガワマンナ     | 牡3  | 3:07.1   | 菅原泰夫   | 仲住芳雄   | 寺内倉蔵                       | 55.7       | 14       | 5800万円    |
| 第43回 | 1982年11月14日 | 京都   | ホリスキー         | 牡3  | 3:05.4   | 菅原泰夫   | 本郷重彦   | 堀川三之助                     | 26.1       | 9        | 6200万円    |
| 第44回 | 1983年11月13日 | 京都   | ミスターシービー   | 牡3  | 3:08.1   | 吉永正人   | 松山康久   | 千明牧場                       | 2.8        | 1        | 6400万円    |
| 第45回 | 1984年11月11日 | 京都   | シンボリルドルフ   | 牡3  | 3:06.8   | 岡部幸雄   | 野平祐二   | シンボリ牧場                   | 1.7        | 1        | 6500万円    |
| 第46回 | 1985年11月10日 | 京都   | ミホシンザン       | 牡3  | 3:08.1   | 柴田政人   | 田中朋次郎 | 堤勘時                         | 2.3        | 1        | 6700万円    |
| 第47回 | 1986年11月9日  | 京都   | メジロデュレン     | 牡3  | 3:09.2   | 村本善之   | 池江泰郎   | （株）メジロ商事               | 11.3       | 6        | 6900万円    |
| 第48回 | 1987年11月8日  | 京都   | サクラスターオー   | 牡3  | 3:08.0   | 東信二     | 平井雄二   | （株）さくらコマース           | 14.9       | 9        | 7800万円    |
| 第49回 | 1988年11月6日  | 京都   | スーパークリーク   | 牡3  | 3:07.3   | 武豊       | 伊藤修司   | 木倉誠                         | 8.5        | 3        | 8500万円    |
| 第50回 | 1989年11月5日  | 京都   | バンブービギン     | 牡3  | 3:07.7   | 南井克巳   | 布施正     | 竹田辰一                       | 3.8        | 1        | 9300万円    |
| 第51回 | 1990年11月4日  | 京都   | メジロマックイーン | 牡3  | 3:06.2   | 内田浩一   | 池江泰郎   | （株）メジロ商事               | 7.8        | 4        | 9800万円    |
| 第52回 | 1991年11月3日  | 京都   | レオダーバン       | 牡3  | 3:09.5   | 岡部幸雄   | 奥平真治   | 田中竜雨                       | 5.6        | 3        | 1億500万円  |
| 第53回 | 1992年11月8日  | 京都   | ライスシャワー     | 牡3  | 3:05.0   | 的場均     | 飯塚好次   | 栗林英雄                       | 7.3        | 2        | 1億1000万円 |
| 第54回 | 1993年11月7日  | 京都   | ビワハヤヒデ       | 牡3  | 3:04.7   | 岡部幸雄   | 浜田光正   | （有）ビワ                     | 2.4        | 1        | 1億1100万円 |
| 第55回 | 1994年11月6日  | 京都   | ナリタブライアン   | 牡3  | 3:04.6   | 南井克巳   | 大久保正陽 | 山路秀則                       | 1.7        | 1        | 1億1100万円 |
| 第56回 | 1995年11月5日  | 京都   | マヤノトップガン   | 牡3  | 3:04.4   | 田原成貴   | 坂口正大   | 田所祐                         | 6.5        | 3        | 1億1200万円 |
| 第57回 | 1996年11月3日  | 京都   | ダンスインザダーク | 牡3  | 3:05.1   | 武豊       | 橋口弘次郎 | （有）社台レースホース         | 2.6        | 1        | 1億1200万円 |
| 第58回 | 1997年11月2日  | 京都   | マチカネフクキタル | 牡3  | 3:07.7   | 南井克巳   | 二分久男   | 細川益男                       | 5.0        | 3        | 1億1200万円 |
| 第59回 | 1998年11月8日  | 京都   | セイウンスカイ     | 牡3  | 3:03.2   | 横山典弘   | 保田一隆   | 西山正行                       | 4.3        | 2        | 1億1200万円 |
| 第60回 | 1999年11月7日  | 京都   | ナリタトップロード | 牡3  | 3:07.6   | 渡辺薫彦   | 沖芳夫     | 山路秀則                       | 4.1        | 3        | 1億1200万円 |
| 第61回 | 2000年10月22日 | 京都   | エアシャカール     | 牡3  | 3:04.7   | 武豊       | 森秀行     | （株）ラッキーフィールド       | 2.8        | 2        | 1億1200万円 |
| 第62回 | 2001年10月21日 | 京都   | マンハッタンカフェ | 牡3  | 3:07.2   | 蛯名正義   | 小島太     | 西川清                         | 17.1       | 6        | 1億1200万円 |
| 第63回 | 2002年10月20日 | 京都   | ヒシミラクル       | 牡3  | 3:05.9   | 角田晃一   | 佐山優     | 阿部雅一郎                     | 36.6       | 10       | 1億1200万円 |
| 第64回 | 2003年10月26日 | 京都   | ザッツザプレンティ | 牡3  | 3:04.8   | 安藤勝己   | 橋口弘次郎 | （有）社台レースホース         | 20.2       | 5        | 1億1200万円 |
| 第65回 | 2004年10月24日 | 京都   | デルタブルース     | 牡3  | 3:05.7   | 岩田康誠   | 角居勝彦   | （有）サンデーレーシング       | 45.1       | 8        | 1億1200万円 |
| 第66回 | 2005年10月23日 | 京都   | ディープインパクト | 牡3  | 3:04.6   | 武豊       | 池江泰郎   | （株）金子真人ホールディングス | 1.0        | 1        | 1億1200万円 |
| 第67回 | 2006年10月22日 | 京都   | ソングオブウインド | 牡3  | 3:02.7   | 武幸四郎   | 浅見秀一   | （有）社台レースホース         | 44.2       | 8        | 1億1200万円 |
| 第68回 | 2007年10月21日 | 京都   | アサクサキングス   | 牡3  | 3:05.1   | 四位洋文   | 大久保龍志 | 田原慶子                       | 8.4        | 4        | 1億1200万円 |
| 第69回 | 2008年10月26日 | 京都   | オウケンブルースリ | 牡3  | 3:05.7   | 内田博幸   | 音無秀孝   | 福井明                         | 3.7        | 1        | 1億1200万円 |
| 第70回 | 2009年10月25日 | 京都   | スリーロールス     | 牡3  | 3:03.5   | 浜中俊     | 武宏平     | （株）永井商事                 | 19.2       | 8        | 1億1200万円 |
| 第71回 | 2010年10月24日 | 京都   | ビッグウィーク     | 牡3  | 3:06.1   | 川田将雅   | 長浜博之   | 谷水雄三                       | 23.2       | 7        | 1億1200万円 |
| 第72回 | 2011年10月23日 | 京都   | オルフェーヴル     | 牡3  | 3:02.8   | 池添謙一   | 池江泰寿   | （有）サンデーレーシング       | 1.4        | 1        | 1億1200万円 |
| 第73回 | 2012年10月21日 | 京都   | ゴールドシップ     | 牡3  | 3:02.9   | 内田博幸   | 須貝尚介   | 小林英一                       | 1.4        | 1        | 1億1200万円 |
| 第74回 | 2013年10月20日 | 京都   | エピファネイア     | 牡3  | 3:05.2   | 福永祐一   | 角居勝彦   | （有）キャロットファーム       | 1.6        | 1        | 1億1200万円 |
| 第75回 | 2014年10月26日 | 京都   | トーホウジャッカル | 牡3  | 3:01.0   | 酒井学     | 谷潔       | 東豊物産（株）                 | 6.9        | 3        | 1億1200万円 |
| 第76回 | 2015年10月25日 | 京都   | キタサンブラック   | 牡3  | 3:03.9   | 北村宏司   | 清水久詞   | （有）大野商事                 | 13.4       | 5        | 1億1200万円 |
| 第77回 | 2016年10月23日 | 京都   | サトノダイヤモンド | 牡3  | 3:03.3   | C.ルメール | 池江泰寿   | 里見治                         | 2.3        | 1        | 1億1500万円 |
| 第78回 | 2017年10月22日 | 京都   | キセキ             | 牡3  | 3:18.9   | M.デムーロ | 角居勝彦   | 石川達絵                       | 4.5        | 1        | 1億1500万円 |
| 第79回 | 2018年10月21日 | 京都   | フィエールマン     | 牡3  | 3:06.1   | C.ルメール | 手塚貴久   | （有）サンデーレーシング       | 14.5       | 7        | 1億2000万円 |
| 第80回 | 2019年10月20日 | 京都   | ワールドプレミア   | 牡3  | 3:06.0   | 武豊       | 友道康夫   | 大塚亮一                       | 6.5        | 3        | 1億2000万円 |
| 第81回 | 2020年10月25日 | 京都   | コントレイル       | 牡3  | 3:05.5   | 福永祐一   | 矢作芳人   | 前田晋二                       | 1.1        | 1        | 1億2000万円 |
| 第82回 | 2021年10月24日 | 阪神   | タイトルホルダー   | 牡3  | 3:04.6   | 横山武史   | 栗田徹     | 山田弘                         | 8.0        | 4        | 1億2000万円 |
| 第83回 | 2022年10月23日 | 阪神   | アスクビクターモア | 牡3  | 3:02.4   | 田辺裕信   | 田村康仁   | 廣崎利洋HD（株）               | 4.1        | 2        | 1億5000万円 |
| 第84回 | 2023年10月22日 | 京都   | ドゥレッツァ       | 牡3  | 3:03.1   | C.ルメール | 尾関知人   | （有）キャロットファーム       | 7.3        | 4        | 2億円       |
| 第85回 | 2024年10月20日 | 京都   | アーバンシック     | 牡3  | 3:04.1   | C.ルメール | 武井亮     | （有）シルクレーシング         | 3.7        | 2        | 2億円       |

## 菊花賞の記録
- レースレコード - 3:01.0 (第75回優勝馬トーホウジャッカル)[23]　なお、このタイムは芝3000mのJRAレコード及び京都競馬場芝外回り3000m3歳以上のコースレコードでもある。
  - 優勝タイム最遅記録 - 3:26 4/5（第7回優勝馬アヅマライ）[24]
- 最多優勝騎手 - 5勝
  - 武豊（第49回・第57回・第61回・第66回・第80回）　なお、昭和・平成・令和の3元号の時代で優勝した史上初の騎手でもある。
- 同一騎手の最多連覇記録 - 2連覇
  - 栗田勝（第24回・第25回）、武邦彦（第34回・第35回）、菅原泰夫（第42回・第43回）、C.ルメール（第84回・第85回）
- 最多優勝調教師 - 5勝
  - 尾形藤吉（第1回・第6回・第14回・第20回・第24回）[25]
- 同一調教師の最多連覇記録 - 2連覇
  - 二本柳俊夫（第22回・第23回）
- 最多優勝馬主 - 3勝
  - （有）社台レースホース（第57回・第64回・第67回）、（有）サンデーレーシング（第65回・第72回・第79回）
- 最多勝利種牡馬 - 5勝
  - ディープインパクト（第77回・第79回・第80回・第81回・第83回）
- 最年少勝利騎手 - 武豊（第49回・19歳7ヶ月23日）[26]
- 最年長勝利騎手 - 武豊（第80回・50歳7ヶ月6日）
- 親子制覇
  - セントライト - セントオー
  - トサミドリ - キタノオー・キタノオーザ・ヒロキミ
  - シンザン - ミナガワマンナ・ミホシンザン
  - ダンスインザダーク - ザッツザプレンティ・デルタブルース・スリーロールス
  - ディープインパクト - サトノダイヤモンド・フィエールマン・ワールドプレミア・コントレイル・アスクビクターモア

- 兄弟制覇
  - セントライト・トサミドリ（フリッパンシー産駒）
  - キタノオー・キタノオーザ（バウアーヌソル産駒）
  - メジロデュレン・メジロマックイーン（メジロオーロラ産駒）
  - ビワハヤヒデ・ナリタブライアン（パシフィカス産駒）

- 騎手・調教師の両方で優勝
  - 清水茂次（第2回(調騎兼業)）、伊藤勝吉（第3回(調騎兼業)）、武田文吾（第7回・第9回、第11回・第25回）、小西喜蔵（第4回、第18回）